# Dawtaszen (Erywań)
Dawtaszen (orm. Դավթաշեն) – jedna z dwunastu dzielnic Erywania – stolicy Armenii. Według danych na rok 2022 dzielnicę zamieszkiwały 43 704 osoby, a gęstość zaludnienia wyniosła 6754 os./km2.

## Galeria

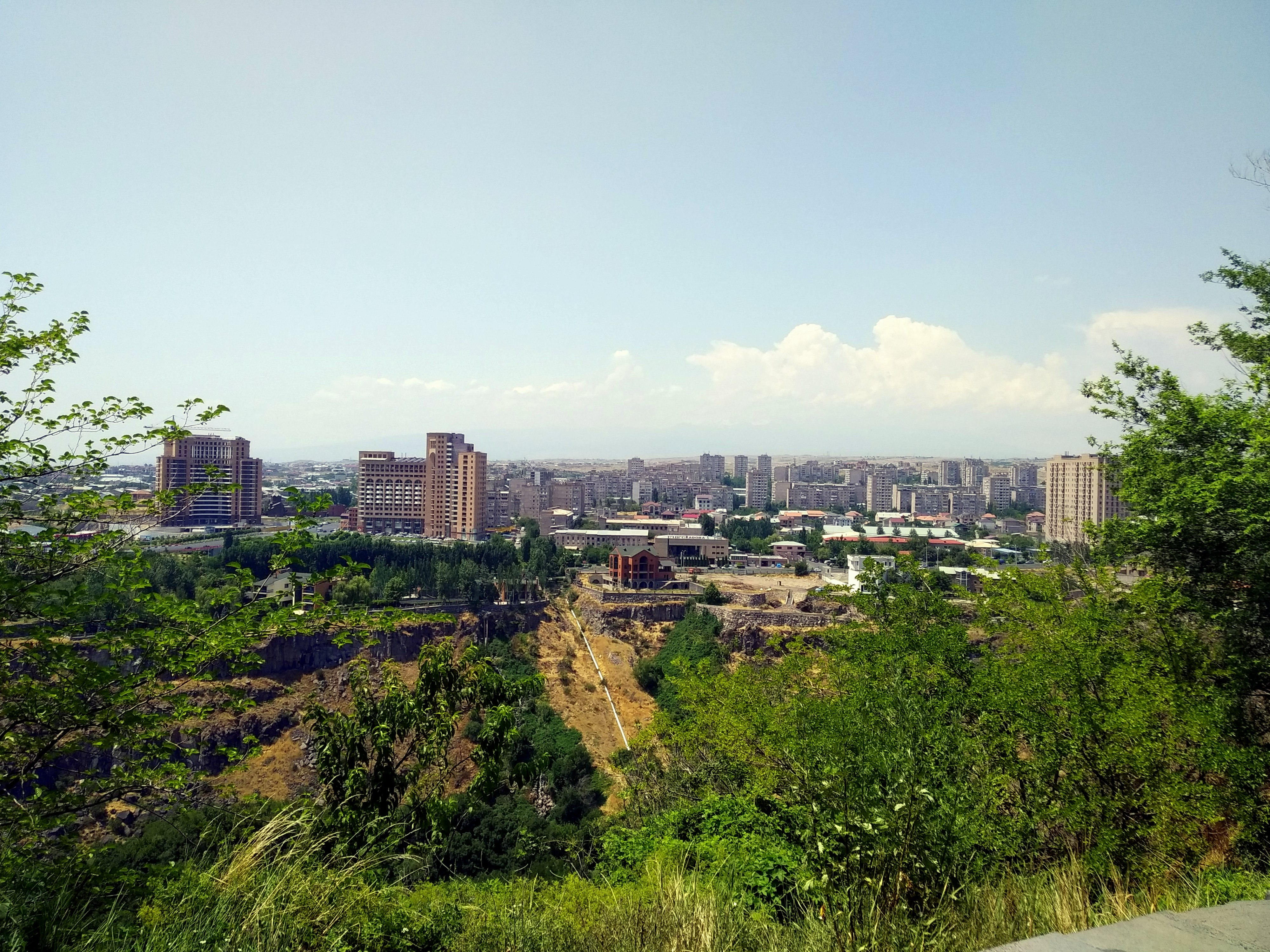
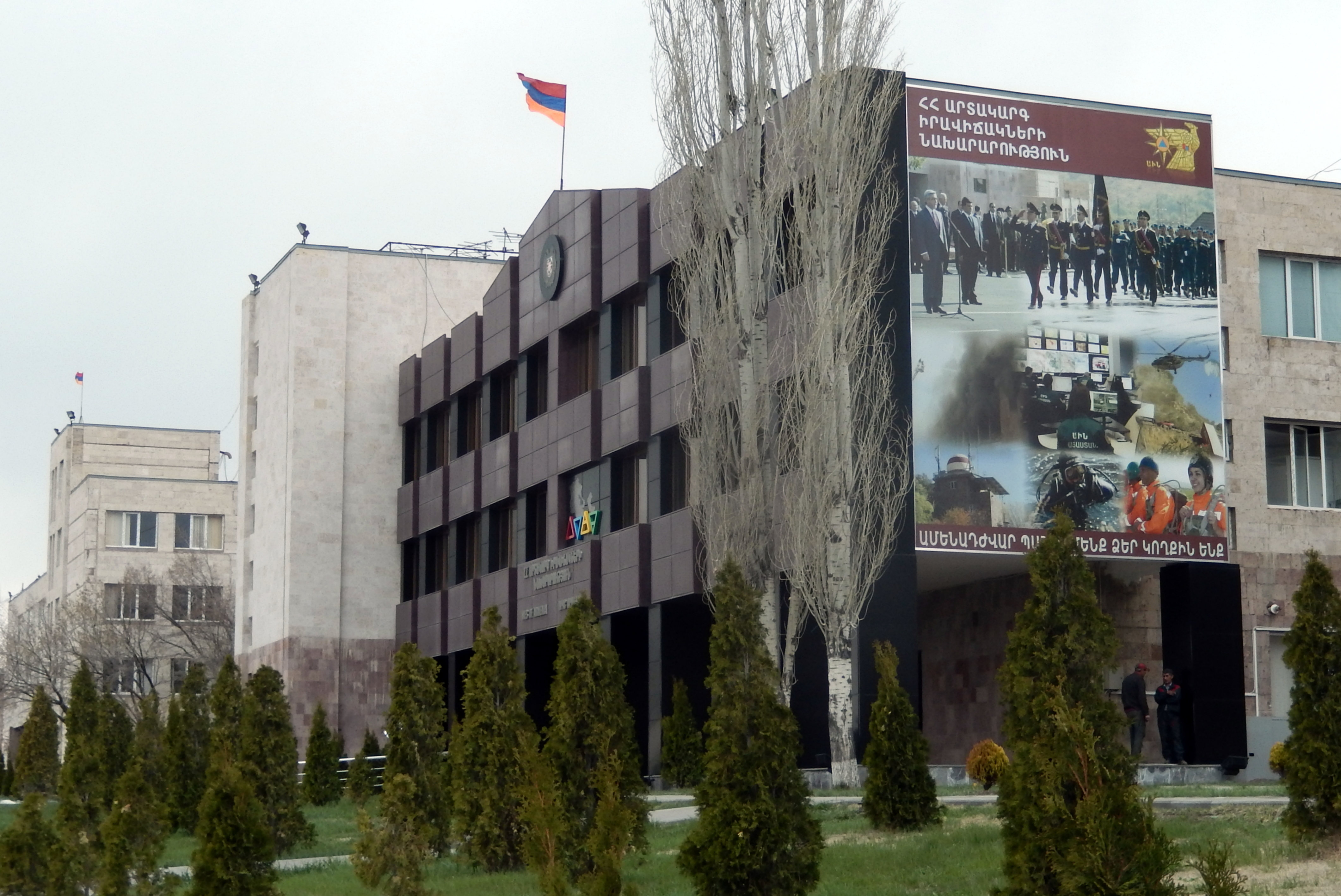
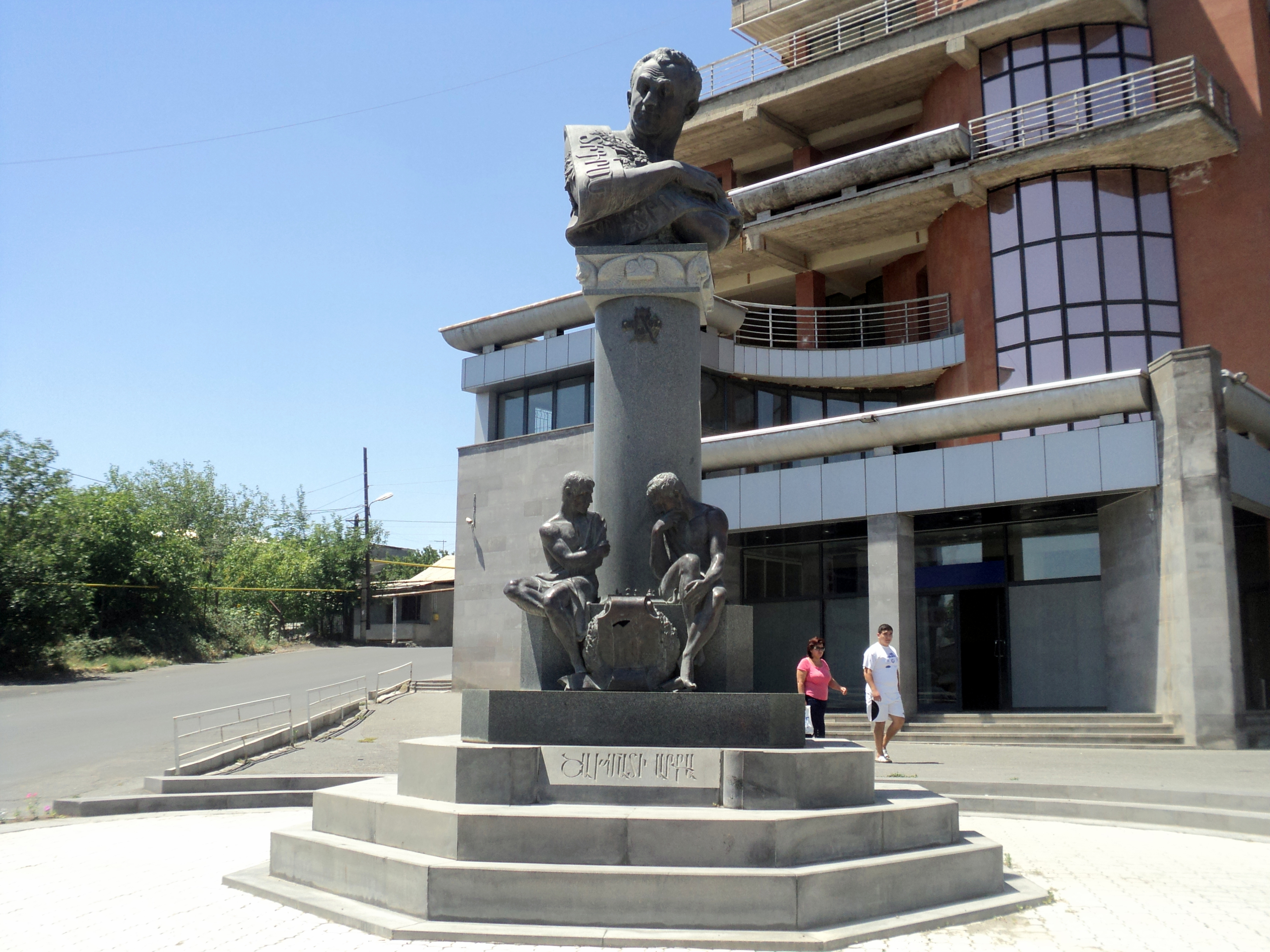
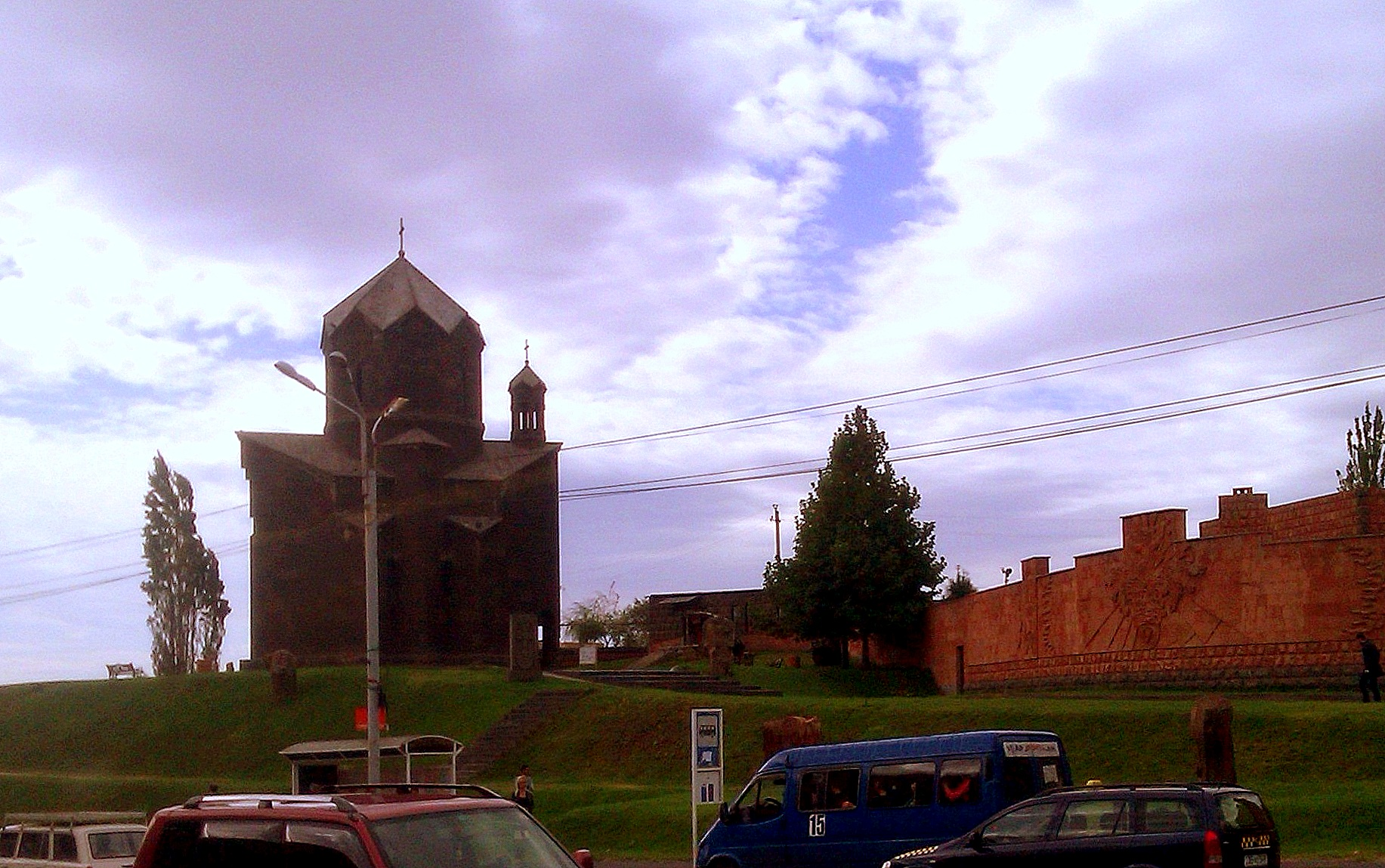